# Батиров, Мавлет Алавдинович
Мавлет Алавдинович Бати́ров (род. 12 декабря 1983, Хасавюрт, Дагестанская АССР) — российский борец вольного стиля, двухкратный олимпийский чемпион (2004, 2008), чемпион мира 2007 года, чемпион Европы 2006 года, 4 кратный чемпион России; старший брат чемпиона Азии Адама Батирова. Только Мавлет Батиров, Абдулрашид Садулаев, Бувайсар Сайтиев и Роман Власов сумели выиграть более одной золотой олимпийской медали по борьбе в составе сборной России (1996—2016).

## Биография
Уроженец Дагестана, по национальности — аварец.
Любовь к борьбе привил Батирову отец Алавдин Ниязбекович, водивший мальчика с ранних лет на различные турниры и соревнования. В первый раз отец привел Мавлета и его младшего брата Адама в спортивный зал когда им было семь и шесть лет. Первым соревнованием, в котором Батиров принял участие, был юношеский турнир в Хасавюрте, где он занял первое место. Мавлету Батирову было тогда десять лет и весил он 22 килограмма. Первым его тренером был Сайгидпаша Умаханов.
В сборной команде России Батиров с 2003 года. Представлял ЦСКА. Личные тренеры: Сайгидпаша Умаханов, Магомед Азизов, Джамболат Тедеев.
За победу на Играх в Афинах получил 150 тыс. долларов призовых, за золотую медаль в Пекине получил не менее 500 тыс. долларов.
После Игр в Пекине перенёс операцию по удалению желчного пузыря, из-за чего врачи запретили сгонять вес, и Батиров после двухлетней паузы в выступлениях перешёл в категорию до 66 кг. На чемпионате России 2010 года в новой весовой категории проиграл уже в квалификации.
Батиров претендовал на поездку на Олимпийские игры 2012 года в Лондон (на момент Игр ему было 28 лет), хотя, по словам президента Федерации спортивной борьбы России Михаила Мамиашвили (который не мог не знать о проблемах со здоровьем у Мавлета) Батиров «не приезжал на учебно-тренировочные сборы и на ряд мероприятий, которые предлагались для спортсменов в начале четырехлетнего цикла, чтобы определить потенциальных кандидатов на участие в Олимпийских играх». В начале июля 2011 года Мавлет выиграл серебро на чемпионате России в Якутске в категории до 66 кг, уступив только своему младшему брату Адаму. В финале Мавлет за 15 секунд выиграл первый период, затем уступил во втором, а в третьем была ничья 1-1, и Адам был признан чемпионом. После этого главный тренер сборной России по вольной борьбе Джамболат Тедеев заявил, что «[Мавлет] Батиров может выиграть медаль на ОИ в Лондоне». Однако на чемпионате мира 2011 года в Турции в категории до 66 кг боролся Адам Батиров и не сумел завоевать медаль.
В январе 2012 года, по информации сборной Дагестана по борьбе, Мавлет Батиров из-за болезни не смог принять участия в международном турнире памяти Ивана Ярыгина. На Играх в Лондоне в категории до 66 кг от России выступал чемпион Европы 2012 года Алан Гогаев, проигравший в первой же схватке.
В октябре 2012 года появилась информация, что Мавлет Батиров был задержан в Махачкале в мечети на уроке арабского языка. Батиров и ещё около 20 прихожан были доставлены в Советский райотдел милиции, где их продержали несколько часов, сняли отпечатки пальцев, фотографировали и задавали вопросы. В МВД данное задержание объяснили наличием «оперативной информации». В итоге всем принесли извинения за неудобства и отпустили.
В интервью 2009 года Батиров заявил, что придерживается строгих норм ислама, прерывает тренировки, чтобы совершить намаз, старается следовать Сунне, считает, что ношение хиджаба и отсутствие косметики делают девушек красивее и приятнее.
Женат на даргинке, имеет 5 детей, три сына и две дочки, среди которых Айша. Выпускник Дагестанского государственного университета.

## Достижения
- Олимпийский чемпион (Афины 2004, Пекин 2008).
- Чемпион мира (2007) и бронзовый призёр чемпионата мира (2006)
- Чемпион Европы (2006) и бронзовый призёр чемпионата Европы (2003)
- Обладатель золотых (2003, 2004, 2006, 2008) и серебряных медалей (2005, 2007, 2011) на чемпионатах России.
- Обладатель Кубка мира (2007)
- Чемпион Европы среди юниоров (2002)
- Серебряный призёр чемпионата мира среди юниоров (2001) в категории до 50 кг
- Серебряный призёр чемпионата Европы среди кадетов (2000) в категории до 46 кг

## Награды и звания
- Заслуженный мастер спорта России (2004)
- Орден Дружбы (18 февраля 2006) — за большой вклад в развитие физической культуры и спорта, высокие спортивные достижения[10]
- Орден Почёта (2 августа 2009) — за большой вклад в развитие физической культуры и спорта, высокие спортивные достижения на Играх XXIX Олимпиады 2008 года в Пекине[11]
- Народный Герой Дагестана.